# ナッシュスタジオ
株式会社ナッシュスタジオ (英：Nash Studio Inc.) は大阪市北区の音楽制作会社。主に業務向けのBGM・効果音等、サウンド素材の制作・販売を行っている。代表は作曲家の横山美加。

## 概要
1994年に大阪市北区に本社を置く株式会社サウンドワークスから分社独立する形で設立。サウンドワークスの一事業部であった1983年、テレビ・ラジオ等の放送関係、広報ビデオ（当時は広報映画）などの業務に使いやすい音楽カテゴリーに絞り、著作権ロイヤリティーフリー音楽ライブラリー「Nash Music Library (ナッシュミュージックライブラリー)」の制作・供給を開始。
著作権、著作隣接権等、全ての権利を集約した音楽作品のラインナップを揃え、ユーザーが使用しやすい契約体系を構築。創業からほぼ一貫して自社スタジオでオリジナル制作された独自の音源のみを取り扱っている。
受注・請負制作ではなく、自社オリジナルの音楽作品を創って独自の音楽ライブラリを所有し、販売も自社で行う。著作権ロイヤリティーフリーのビジネスは「映像業界の知人と雑談している際、音楽の権利処理の煩雑さに制作現場が困っていることを耳にしたことから発想した」と公益財団法人大阪市都市型産業振興センターが運営するクリエイター支援施設 Mebic扇町のインタビューを受けた際にNash Music Libraryの創業者であり現ナッシュスタジオ音楽制作顧問である梨木良成が明らかにしている。
2000年にダウンロードサイトによるネット販売をスタート。Nash Music Libraryの楽曲は、国内を中心に番組、CM、ゲーム、イベント、動画、店舗BGM等、様々な場面で日常的に耳にすることができる。
2012年には和風音源をフィーチャーしたプロダクション音楽ライブラリー「Zipeast (ジップイースト)」を国内外の放送局向けに供給スタートした。
2018年には店舗オーナーやライブ配信者等の一般ユーザー向けにNash Music Libraryの楽曲を配信する月額制のBGMストリーミング「ナッシュ音楽チャンネル」のサービスを開始した。
使用例として広く知られているのはハードオフで店内BGMとして掛かっている「SC-1903」である。

## 沿革
- 1994年7月1日 - 株式会社サウンドワークスのFreeUseMusic(現Nash Music Library)事業部が分社独立し、有限会社サウンドワークスナッシュスタジオとして出資金150万円で設立される。
- 1994年7月14日 - 出資金を300万円に増資。
- 1995年7月18日 - 出資金を580万円に増資。
- 1995年9月 - FreeUseMusic(現Nash Music Library)特別供給契約開始。
- 1996年3月15日 - 出資金を1,050万円に増資。
- 1996年 - IBMインターネットモールhypertownにてNash/FreeUseMusic(現Nash Music Libraryウェブサイト)を開設。
- 1996年11月20日 - 出資金を1,250万円に増資。
- 1996年12月3日 - 出資金を1,450万円に増資。
- 1999年7月1日 - 組織変更し株式会社ナッシュスタジオとなる。
- 1999年7月13日 - 資本金を2,000万円に増資。
- 2000年7月 - Nash Music Libraryのダウンロードサイトを開設。
- 2004年1月 - Nash Music Libraryの作品数が10,000トラックに。
- 2004年6月 - 鳥取県伯耆町に制作スタジオ”大山音工房”を開設。
- 2010年2月 - 映像音楽作品”Nash Visual Audio”発売。
- 2011年8月 - 楽曲検索ツールのHDD供給を開始。
- 2012年10月 - プロダクション音楽ライブラリー”Zipeast”供給開始。
- 2013年9月 - 放送局全曲申請報告システムに対応した、Nash Music Libraryメタデータ供給開始。
- 2014年3月 - Nash Music Libraryの作品数が20,000トラックに。
- 2014年4月 - Nash Music Library:Reserve契約開始。
- 2018年7月 - 一般ユーザー向けの月額制BGMストリーミング「ナッシュ音楽チャンネル」配信開始。
- 2018年8月 - 梨木良成代表取締役社長、音楽制作顧問に就任／横山美加取締役制作部長、 代表取締役社長に就任

## 事業
- 著作権ロイヤルティーフリー音楽ライブラリー 「Nash Music Library：FREE USE MUSIC」
- プロダクション音楽ライブラリー「Zipeast」
- アンビエント音楽「大山音工房」
- オリジナル音源制作／サウンドロゴ制作／環境音・環境音楽制作